# Pixus
Genre
Pixus est un genre d'insectes lépidoptères (papillons) de la famille des Riodinidae qui ne comporte qu'une seule espèce.

## Dénomination
Le nom Pixus a été donné par Curtis John Callaghan (d) en 1982.

## Liste d'espèces
- Pixus corculum (Stichel, 1929) ; présent au Mexique et en Colombie.

### Source
- Pixus sur funet